# Justino, un asesino de la tercera edad
Justino, un asesino de la tercera edad és un llargmetratge espanyol pels directors Luis Guridi García i Santiago Aguilar Alvear (la Cuadrilla), estrenat en 1994.

## Sinopsi
Justino, un ancià recentment jubilat com puntillero d'una plaça de toros, ha descobert una manera profitosa d'ocupar el seu temps d'oci sense oblidar la seva antiga professió. La seva amistat amb Sansoncito —un coixineter— es va entreteixint amb una carrera criminal poc comuna. Els seus abusos el fan reintegrar-se en la societat, en lloc de marginar-lo. Encara que el seu mòbil no són els diners, ha trobat una manera fàcil d'aconseguir-los.

## Protagonistes
(Per ordre d'aparició.)
- Saturnino García (Justino)
- Juanjo Puigcorbé (l'empresari)
- Carlos Lucas (Sansoncito)
- Alicia Hermida (Doña Pura)
- José Alias (el porter)
- Carlos de Gabriel (Carlos)
- Rosario Santesmases (Ana)
- Francisco Maestre (Renco)
- Fausto Talón (Fausto)
- Carmen Segarra (Reme)
- Concha Salinas (Angelines)
- Vicky Lagos (la Chata)
- Popocho Ayestarán (maitre)
- Javier Jiménez (un client)
- Juana Cordero (la infermera)
- Fernando Vivanco (Dr. Larruscain II)
- Marta Fernández Muro (Cova)
- Ana Sáez (la morta del Metro)
- Darío Paso (el macarra petit)
- Marcos León (el macarra gran)
- Félix Rotaeta (Compro-Todo)
- Jaime Otero i Tin Sierra (dos escombriaires)
- Enrique Villén (el borratxo)
- Manuel Millán (el poli novato)
- Juan Polanco (el poli gordo)
- Alicia Sánchez (la governanta)
- Víctor Villate (Insp. Vázquez)
- Víctor Coyote Abundancia (Insp. Vargas)
- Julio Escalada (Gálvez)
- Ángel Plana (García)
- Ramón Barea (Insp. Arsenio)
- Jesús Alcaide (Insp. Antolín)

## Premis
Medalles del Cercle d'Escriptors Cinematogràfics
| Any  | Categoria       | Candidat     | Resultat   |
| ---- | --------------- | ------------ | ---------- |
| 1994 | Premi revelació | La Cuadrilla | Guanyadors |

Premis Goya
| Categoria              | Candidat         | Resultat  |
| ---------------------- | ---------------- | --------- |
| Millor director novell | La Cuadrilla     | Guanyador |
| Millor actor revelació | Saturnino García | Guanyador |

- Premi Exaequo a la millor pel·lícula en el Festival Internacional de Sitges (1994).
- Millor actor (Saturnino Gràcia), Sitges (1995).
- Premi de la Unió de Crítics Cinematogràfics (1995).
- Millor guió en el Festival de Cinema d'Humor de Peníscola.
- Millor actor secundari (Carlos Lucas) en el Festival de Cinema d'Humor de Peníscola.
- Premi al millor guió en el Festival de Cinema d'Alcalá de Henares (1995).

## Formats editats
- VHS (Manga films, 1996).
- DVD (Manga films; edicició 10è aniversari, Suevia 2005).
- CD amb la VSO (K Indústria).
- Guió en llibre: España por la puerta de atrás: dos guiones escritos por La Cuadrilla, Mario Ayuso ed., 1996.